# Ennemonde et autres caractères
Ennemonde et autres caractères est un roman de Jean Giono publié en 1968.
Le roman se compose de deux récits publiés le premier en 1960, le second en 1965 et intitulés Camargue et Le Haut Pays. C'est le second récit qui narre l'histoire consacrée aux amours d’Ennemonde, personnage féminin dont les crimes apparaissent en creux à mesure qu’avance le récit. 

## Éditions
- 1960 - Camargue, Éditions La Guilde du Livre et Clairefontaine, à Lausanne.
- 1965 - Le Haut Pays, Éditions Les Heures claires à Paris.
- 1968 - Ennemonde et autres caractères, Collection NRF, Gallimard, à Paris.
- 1973 - Ennemonde et autres caractères, Collection Folio no 456, Gallimard, à Paris.
- 1983 - Ennemonde et autres caractères, in "Jean Giono - Œuvres romanesques complètes", Tome VI (1227 pages), Gallimard , Bibliothèque de la Pléiade, Édition établie par Robert Ricatte avec la collaboration de Pierre Citron, Henri Godard, Janine et Lucien Miallet et Luce Ricatte,  (ISBN 978-2-07-011071-1)

## Adaptation télévisuelle
- Ennemonde, téléfilm de 1990 de Claude Santelli.